# Cellana strigilis
Cellana strigilis es una especie de molusco gasterópodo de la familia Nacellidae en el orden de los Patellogastropoda.

## Subespecies
Las subespecies dentro de esta especie enumeradas por Powell en 1979 incluyen:

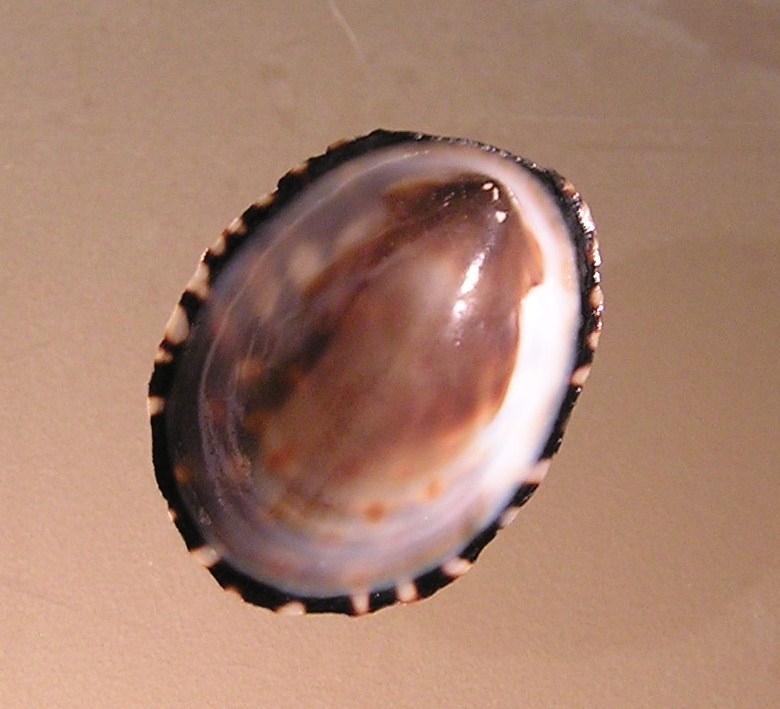

- Cellana strigilis strigilis,
- Cellana strigilis bollonsi
- Cellana strigilis chathamensis
- Cellana strigilis flemingi
- Cellana strigilis oliveri
- Cellana strigilis redimiculum

## Distribución geográfica
Se encuentra en Nueva Zelanda